# Dagvatten

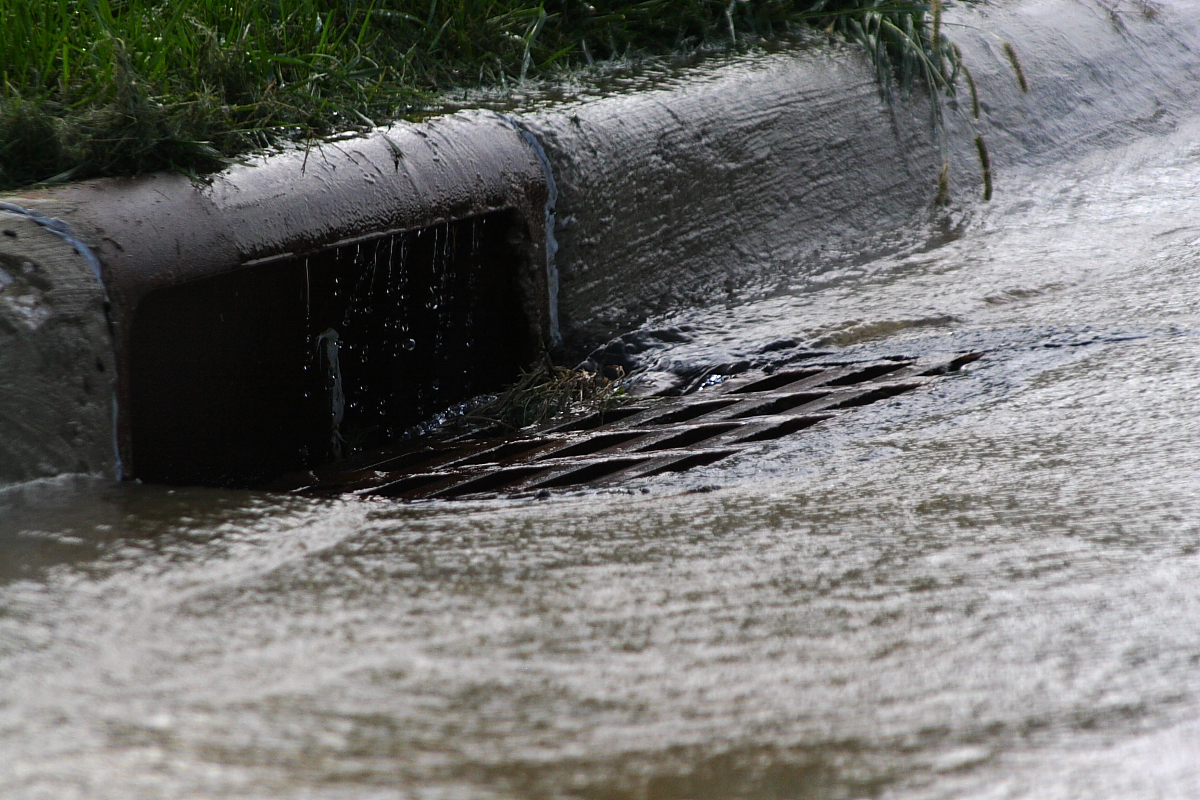
Dagvattenbrunn.

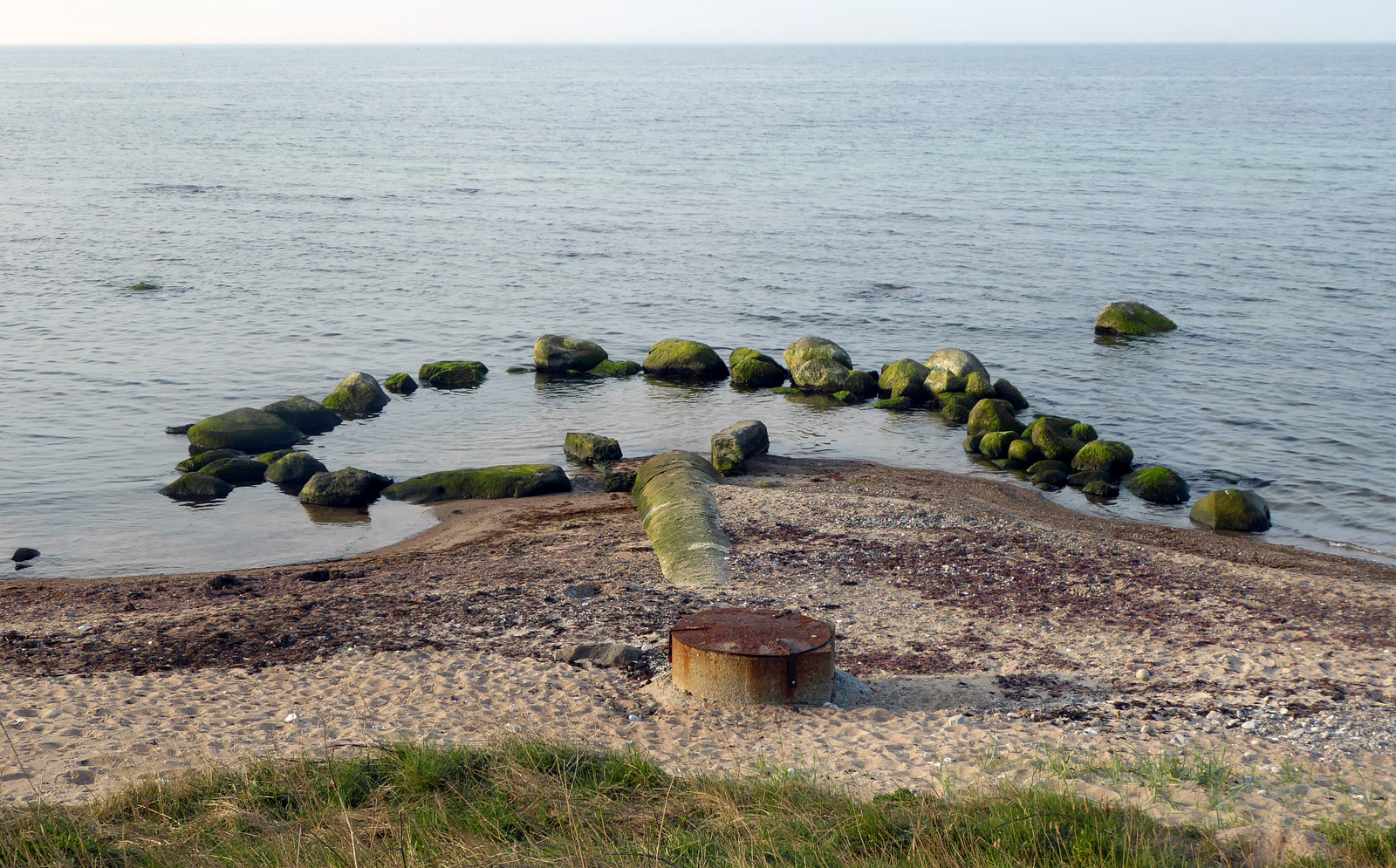
Utlopp för dagvatten i Östersjön strax väster om Ystad.

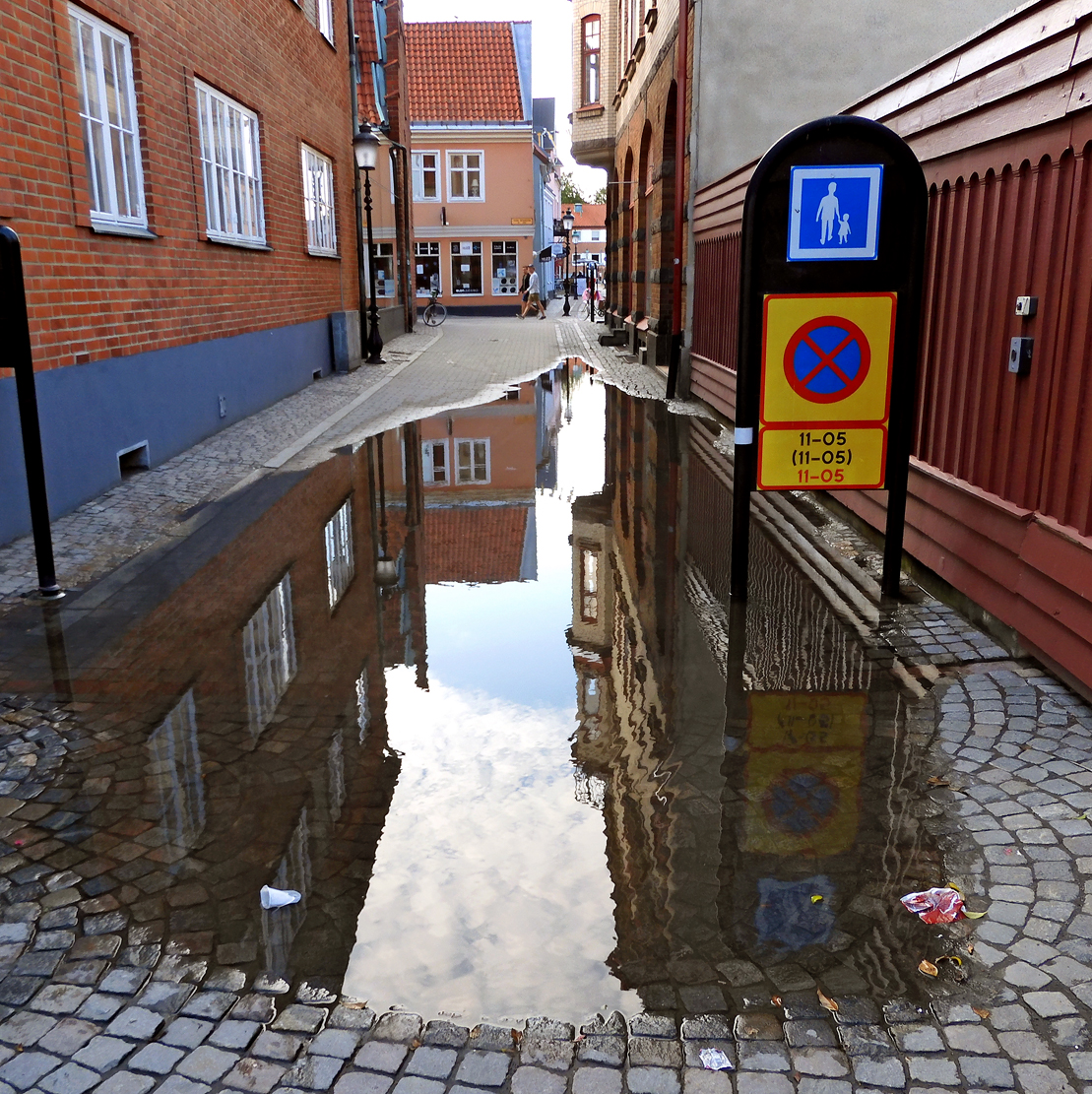
Vid stopp i dagvattenbrunnar uppstår det ofta mindre översvämningar efter kraftiga skyfall.

Dagvatten är tillfälligt förekommande, avrinnande vatten på markytan eller på en konstruktion (ofta bara märkt med bokstaven "D" på ritning). Skillnaden mellan dagvatten och avrinnande regnvatten är att regnvatten endast avser vatten med ursprung i regn, dvs. en något snävare definition. Dagvatten är exempelvis även smältvatten och tillfälligt framträngande grundvatten. Skillnaden mellan ytvatten och vattendrag ligger i själva tillfälligheten, det vill säga att marken inte är täckt av vatten permanent. Dagvatten i bebyggd miljö fångas normalt upp av särskilda dagvattenbrunnar i städer och avleds via ledningar, även om öppen avledning blir vanligare i och med lagen om allmänna vattentjänster. Dagvattenfrågan får allt mer fokus i stadsbyggandet. I vissa avseenden uppfattas det kommunala ansvaret kring dagvattenhantering som otydligt vilket kan leda till onödiga samhällskostnader.
Dagvattnets dag, som syftar till att uppmärksamma (dag)vattnets roll i staden och att få fler att se dagvatten som en värdefull resurs, infaller den 24 september varje år.

## Föroreningsförekomst
Eftersom dagvattnet transporterar föroreningar är dagvattenutsläpp en källa till miljöpåverkan. Till skillnad från spillvatten renas normalt inte dagvattnet utan leds tillbaka till naturen obehandlat. Ur ett föroreningsperspektiv är dagvatten en diffus föroreningskälla som ofta avleds till ett punktutsläpp i recipient. Längs transportvägen till recipienten kan det även ske en diffus föroreningsspridning till grundvatten och omgivande mark.
Föroreningsinnehåll i dagvatten beror på markanvändningen och uttrycks i litteraturen i årsmedelhalter. Under 2006 genomfördes en större studie som sammanställde föroreningsinnehåll i olika tabeller. I rapporten undersöktes även hur stor andel av föroreningshalterna som förekommer i löstform och årstidsvariationer. Traditionellt har föroreningsinnehåll oftast beskrivits av ämnen som fosfor, kväve, suspenderad substans samt de tungmetaller som finns i Naturvårdsverkets gamla bedömningsgrunder för sjöar och vattendrag. I och med vattendirektivet har även intresset av förekomst av direktivets prioriterade ämnen ökat, då undersökningar visar att dagvatten är en stor punktkälla av dessa till svenska vattendrag.

## Dagvatten i miljöbalken
Dagvatten som avleds inom detaljplan, som inte görs enbart för en viss eller vissa fastigheters räkning, är i miljöbalken (9 kap 1 och 2 §§) definierat som avloppsvatten och utsläpp av sådant dagvatten är därmed miljöfarlig verksamhet. Sådant dagvatten får inte släppas ut utan föregående rening om utsläppet inte kan göras utan risk för olägenhet för hälsa eller miljö. Inrättande av ett nytt dagvattenutsläpp eller förändring av befintligt dagvattenutsläpp är anmälningspliktigt till den kommunala nämnden. Då det saknas nationella riktlinjer ställer kommuner olika krav när och hur mycket rening som ska utföras. Vissa kommuner ställer krav utifrån förväntat föroreningsinnehåll utifrån markanvändning (ex Stockholms dagvattenstrategi: ) medan andra använder riktvärden som ska uppnås innan utsläppet sker till recipient eller till anslutning till kommunal dagvattenledning (ex Danderyd, Roslagsvatten, eller Norrköpings riktlinjer ). Ofta sker ett samarbete i krav mellan kraven på den kommunala VA-huvudmannen och krav på anslutning till VA-ledningsnätet.
Formuleringen "som inte görs för en viss eller vissa fastigheters räkning" har ansetts täcka merparten av allt dagvatten och dränvatten som avleds inom ett detaljplanelagt område. Att avledandet inte bara får gälla för en viss eller vissa fastigheter skall (prop Lagen om allmänna vattentjänster) förstås så att det inte innefattar enstaka fastighetsägare inom en detaljplan som genom särskild ledning avleder dag- och dränvatten enbart för sina fastigheter. 
I de fall dag- och dränvatten från exempelvis husgrunder, tomter, trädgårdar och trafikleder inom en detaljplan avleds genom en för området eller del av området gemensam ledning är det dock i regel att anse som avloppsvatten och när avledandet sker genom en allmän avloppsanläggning är det alltid avloppsvatten.

## Lagen om allmänna vattentjänster
I lagen om allmänna vattentjänster görs en vidare definition om när dagvatten är att betrakta som avloppsvatten. Nämligen när dagvatten avleds från samlad bebyggelse. Det vill säga inget krav om detaljplan. Någon exakt definition av hur många fastigheter som betraktas som samlad bebyggelse kan inte anges men i förarbetena till vattentjänstlagen nämns 20-30 fastigheter. Under vissa omständigheter kan även färre fastigheter räknas som samlad bebyggelse. Rättsläget kan sägas vara oklart.
När dagvatten är ett avloppsvatten enligt definitionerna ovan är dagvatten aldrig en fråga om markavvattning enligt miljöbalken 11 kap 2 § 4 p. Det är troligt att dagvatten även utom detaljplanelagda områden och bortom tätbebyggelse inte är att betrakta som markavvattning där dagvatten definitionsmässigt är tillfälligt och syftet med markavvattning ska vara varaktig.

## Avledning och omhändertagande av dagvatten
Fram till 1950-talet gick dagvatten normalt i kombinerade system tillsammans med spillvatten. Därefter har normalt separerade system byggts. Många innerstäder, exempelvis Stockholms innerstad, har fortfarande kombinerade system. Dagvatten leds ofta direkt till recipienter, men det har blivit allt vanligare för vägdagvatten från större vägar att först renas exempelvis i dagvattendammar. Genom lokal infiltration kan dagvatten även bli grundvatten genom s.k. lokalt omhändertagande av dagvatten (LOD-anläggning).